# 臺南市
22°59′0″N 120°11′0″E / 22.98333°N 120.18333°E
臺南市，通稱臺南（俗字寫作台南），為中華民國直轄市，臺灣六都之一，位於臺灣西南部，其西面臨臺灣海峽、東面臨阿里山山脈、北面與嘉義縣鄰接、南面與高雄市鄰接。面積2,191.65平方公里，為台灣各縣市中，平原區比例最大、地形最平緩的城市，農耕地面積全臺灣第一。阡陌交錯，公路道路為全臺最多，全市文化古蹟遍佈，多元文化並存。全市設籍人口約186萬人，其政府所在地分別位於安平區、新營區，採雙市政中心模式，人口最多的轄區為永康區。
臺南為南臺灣，乃至於整個中南部文化、學術、教育、科技中心之一，除校本部在臺南的國立成功大學、國立臺南大學、國立臺南藝術大學外，包含國家圖書館、中央研究院、工業技術研究院、科學園區、國立陽明交通大學南部分址均設在臺南。

## 地理
臺南市位置於臺灣島的西南部，嘉南平原的核心位置，中西部為鹽水溪、曾文溪淤積平原，近三百年來增加大量土地，平坦適合農作。地勢平緩且有大小河川橫亙；東側有丘陵，屬於阿里山山脈的尾段，有部分丘陵、山地分布。最高峰為大凍山（標高1,241公尺）。西側臨臺灣海峽，有40餘公里的海岸線。在歷史上沿海地帶曾有倒風內海、臺江內海等潟湖，但多已陸化，2009年於當地設立以濕地保護為主的台江國家公園。綠覆率六都之中僅次於高雄市，若相較兩市地形及平原面積，山區不易到達之處，臺南每人可分配綠地面積已超越世衛組織建議標準。

### 地貌
南瀛大地貌最徹底改變的當屬清道光三年（1823年）的嘉南大水患。此次大水山洪挾帶大量土石泥沙沖入台江及倒風兩大內海，不但使曾文溪改道、鹽水溪南移，更將內海及濱海口全部填成陸地─北從鹽水港、下營茅港尾、蔴荳港到西港、安定港口、永康洲子尾以西全部陸化。今日安南區至北門地區六區大部分土地均屬之，也是「鹽分地帶」名稱之來源。
整體地形呈現東高西低，但無明顯的地勢起伏。東側的阿里山山脈於本市境內分岔出數條餘脈，影響本市東部的山丘地形發展，主脈則沿臺南市南化區與高雄市甲仙區的交界向南延伸，但因境內非位於主峰群區域，故缺少高聳的山峰，海拔大多為600至1,000公尺間，僅少數為海拔1,000公尺出頭，除有白河區的大凍山，其餘三處分布於楠西區及南化區等東部區域。其西側為斷層所形成的丘陵地形，高度均向西降低，以曾文溪做為分界，以北地區屬嘉義丘陵，高度位於海拔100至600公尺不等,整體平均高度在250公尺以下，最高峰為關子嶺的枕頭山（海拔648公尺），以南地區則屬新化丘陵，東緣龍船窩山與308高地等區域海拔也有300公尺左右，但大多為平均200公尺以下的低平丘陵，往西則漸漸降低進入嘉南平原的範圍。嘉南平原為臺南市的主體地形，多為沖積而成，整體地貌廣大低平，但位於平原區的大臺南市西南地區隅有因斷層而隆起的相對高地，造成附近一帶高低落差相對明顯，而出現了幾個微地形的稱呼，分別為臺南臺地、大灣低地與安平平原。
臺南臺地位於市區東部及永康區、仁德區西部一帶，為一孤立橢圓形切割臺地，北界有鹽水溪、南端有二仁溪，東側有三爺宮溪，永康區六合里附近之臺地稱橄欖山，東側以明顯的臺地崖與大灣低地相接，此崖即為後甲里斷層。西方則逐漸降低，而移化為安平平原。地長軸約12公里，東西寬4公里餘，臺地本稜線均維持在海拔25至30公尺的高度，最高點在永康區網寮、永康區第一公墓一帶，海拔達40公尺；因臺南臺地目前已開發，人類建築對地形破壞極大。相較之下，天然河川的切割度甚小，流量也不豐，多已成為道路下的排水道。
大灣低地位於臺南臺地東邊，大部分屬臺南市永康區境，西緣以明顯的南北向臺地崖與臺南臺地相互銜接，以東則與新化丘陵相接，其長度約12公里半，寬約3公里，標高大部分在10公尺以下。由於聚落的開發，大灣低地與臺南臺地的分界處已漸模糊。
安平平原位於臺地以西，臺南市西部濱海處，為新近隆起的海岸平原，平原高度均維持在海拔2至3公尺左右，並成為曾文溪三角洲一部分。此區在荷西時期仍為臺江內海潟湖，外緣有細長的鯤鯓形砂嘴。之後潟湖逐漸成為海埔新生地，今已為臺南新市政中心所在地。

### 水文
臺南市沿海各區，300年前仍是臺江、倒風等內海。後因泥沙淤積成為小型內海如四草湖、鯤鯓湖等，或是轉為魚塭、鹽田使用，當地設有台江國家公園與雲嘉南濱海國家風景區。
臺南市中央管河川有八掌溪（與嘉義縣之界河）、急水溪、曾文溪、鹽水溪、二仁溪（與高雄市之界河）。其中曾文溪為臺灣第4長河，橫貫臺南市並將全市劃分為溪南與溪北區域，兩地在歷史、自然、人文方面有相當的差異。而人工河有臺南運河，開鑿於日治時期。但由於航運功能漸失，戰後運河盡納家庭及工業廢水，一度造成嚴重污染。經過多年整治，今日安平已不再有廢水入河，並隨著安平舊港重新打通，水質已改善許多。
市境也有多座水庫分布，由於水資源豐沛，供應臺灣40%用水，也促成市境內發展高需水量的農業及高科技電子業。較著名的水庫與湖泊包括烏山頭水庫、南化水庫、虎頭埤等。嘉義縣境內曾文水庫大壩出水口往臺南，並流經曾文溪流域。

### 氣候
臺南市全境位於北回歸線之南，屬副熱帶季風氣候與熱帶季風氣候的過渡帶，依照國際通用的柯本氣候分類法台南屬於副熱帶氣候，高雄則為熱帶，全年溫和少雨、日照充足。
臺南全年平均氣溫為24.6℃，最冷的1月平均氣溫為17.9℃，最熱的7月平均氣溫為29.3℃。，全年日照時數2185小時，全年平均降雨量約1760.6公厘，降雨日數平均全年約有84.6日，8月即佔約15.8日。
臺南市在此氣候條件下，沿海製鹽業有三百餘年歷史，興盛一時，但已於2002年停產。近年，境內科學園區亦以太陽能產業為主軸之一，另有在原鹽場土地興建太陽能發電廠之計畫。大陸冷氣團南下侵臺時，容易降至10℃上下，日夜溫差明顯。受季風及地形影響，降雨如熱帶般乾濕季分明，雨量多集中於五到九月夏季，主要因鋒面及季風影響，佔全年降雨量80%以上，且西南季風盛行及對流作用，午後易生局部性對流雨，但太平洋高壓強時亦會出現長達整個月的夏旱。夏季為颱風易發生時期，冬季水氣不足，南部則為旱季。
臺南市是臺灣極早建立氣候觀測的地區。17世紀荷治時期《熱蘭遮城日誌》中即有簡單紀錄氣候及地震，近代測候則以1897年臺南測候所的成立為始，紀錄中最低溫出現於1918年2月19日，氣溫2.4℃，單日降雨量最多為1905年某日的171.4公釐，1月份最多降雨天數紀錄是2016年的15天。雖然臺南市區未有降雪紀錄，但市境內第一高峰大凍山在2016年1月時，曾降至-3℃並下霰。
氣候數據
- 极端最低气温：2.4°C（1918年2月19日）。
- 极端最高气温：37.8°C（1942年6月1日）。[20]

| 臺南市中西區（平均數據1991-2020年，極端數據1897年迄今） | 臺南市中西區（平均數據1991-2020年，極端數據1897年迄今） | 臺南市中西區（平均數據1991-2020年，極端數據1897年迄今） | 臺南市中西區（平均數據1991-2020年，極端數據1897年迄今） | 臺南市中西區（平均數據1991-2020年，極端數據1897年迄今） | 臺南市中西區（平均數據1991-2020年，極端數據1897年迄今） | 臺南市中西區（平均數據1991-2020年，極端數據1897年迄今） | 臺南市中西區（平均數據1991-2020年，極端數據1897年迄今） | 臺南市中西區（平均數據1991-2020年，極端數據1897年迄今） | 臺南市中西區（平均數據1991-2020年，極端數據1897年迄今） | 臺南市中西區（平均數據1991-2020年，極端數據1897年迄今） | 臺南市中西區（平均數據1991-2020年，極端數據1897年迄今） | 臺南市中西區（平均數據1991-2020年，極端數據1897年迄今） | 臺南市中西區（平均數據1991-2020年，極端數據1897年迄今） |
| 月份                                                    | 1月                                                     | 2月                                                     | 3月                                                     | 4月                                                     | 5月                                                     | 6月                                                     | 7月                                                     | 8月                                                     | 9月                                                     | 10月                                                    | 11月                                                    | 12月                                                    | 全年                                                    |
| ------------------------------------------------------- | ------------------------------------------------------- | ------------------------------------------------------- | ------------------------------------------------------- | ------------------------------------------------------- | ------------------------------------------------------- | ------------------------------------------------------- | ------------------------------------------------------- | ------------------------------------------------------- | ------------------------------------------------------- | ------------------------------------------------------- | ------------------------------------------------------- | ------------------------------------------------------- | ------------------------------------------------------- |
| 历史最高温 °C（°F）                                     | 32.4 (90.3)                                             | 36.7 (98.1)                                             | 36.1 (97.0)                                             | 35.4 (95.7)                                             | 37.2 (99.0)                                             | 37.8 (100.0)                                            | 37.2 (99.0)                                             | 37.2 (99.0)                                             | 36.6 (97.9)                                             | 36 (97)                                                 | 35.2 (95.4)                                             | 32.9 (91.2)                                             | 37.8 (100.0)                                            |
| 平均高温 °C（°F）                                       | 23.0 (73.4)                                             | 24.0 (75.2)                                             | 26.6 (79.9)                                             | 29.3 (84.7)                                             | 31.4 (88.5)                                             | 32.4 (90.3)                                             | 33.0 (91.4)                                             | 32.6 (90.7)                                             | 32.4 (90.3)                                             | 30.8 (87.4)                                             | 28.1 (82.6)                                             | 24.4 (75.9)                                             | 29.0 (84.2)                                             |
| 日均气温 °C（°F）                                       | 17.9 (64.2)                                             | 18.9 (66.0)                                             | 21.6 (70.9)                                             | 24.9 (76.8)                                             | 27.4 (81.3)                                             | 28.8 (83.8)                                             | 29.3 (84.7)                                             | 28.9 (84.0)                                             | 28.5 (83.3)                                             | 26.3 (79.3)                                             | 23.4 (74.1)                                             | 19.6 (67.3)                                             | 24.6 (76.3)                                             |
| 平均低温 °C（°F）                                       | 14.6 (58.3)                                             | 15.4 (59.7)                                             | 18.0 (64.4)                                             | 21.6 (70.9)                                             | 24.6 (76.3)                                             | 26.2 (79.2)                                             | 26.6 (79.9)                                             | 26.3 (79.3)                                             | 25.8 (78.4)                                             | 23.3 (73.9)                                             | 20.2 (68.4)                                             | 16.4 (61.5)                                             | 21.6 (70.9)                                             |
| 历史最低温 °C（°F）                                     | 2.6 (36.7)                                              | 2.4 (36.3)                                              | 5.1 (41.2)                                              | 8.9 (48.0)                                              | 14.7 (58.5)                                             | 18.9 (66.0)                                             | 21.1 (70.0)                                             | 19.3 (66.7)                                             | 15.4 (59.7)                                             | 12.6 (54.7)                                             | 2.9 (37.2)                                              | 4.3 (39.7)                                              | 2.4 (36.3)                                              |
| 平均降雨量 mm（）                                       | 20.7 (0.81)                                             | 21.6 (0.85)                                             | 30.4 (1.20)                                             | 69.8 (2.75)                                             | 165.6 (6.52)                                            | 370.5 (14.59)                                           | 374.6 (14.75)                                           | 466.1 (18.35)                                           | 170.5 (6.71)                                            | 30.8 (1.21)                                             | 23.8 (0.94)                                             | 16.2 (0.64)                                             | 1,760.6 (69.32)                                         |
| 平均降雨天数                                            | 3.8                                                     | 4.1                                                     | 4.2                                                     | 5.9                                                     | 9                                                       | 12.1                                                    | 13.0                                                    | 15.8                                                    | 8.5                                                     | 2.8                                                     | 2.4                                                     | 3.0                                                     | 84.6                                                    |
| 平均相對濕度（％）                                      | 75.5                                                    | 75.8                                                    | 74.1                                                    | 75.0                                                    | 75.9                                                    | 77.6                                                    | 76.5                                                    | 78.4                                                    | 75.5                                                    | 73.6                                                    | 75.1                                                    | 74.5                                                    | 75.6                                                    |
| 月均日照時數                                            | 176.4                                                   | 163.8                                                   | 183.1                                                   | 177.2                                                   | 190.8                                                   | 193.0                                                   | 201.4                                                   | 178.7                                                   | 184.6                                                   | 198.3                                                   | 169.9                                                   | 167.8                                                   | 2,185                                                   |
| 来源：中央氣象局                                        |                                                         |                                                         |                                                         |                                                         |                                                         |                                                         |                                                         |                                                         |                                                         |                                                         |                                                         |                                                         |                                                         |

## 行政區劃
| 臺南市行政區劃圖 |
| --- |
| 安南區 安平區 中西區 北區 南區 東區 安定區 白河區 北門區 大內區 東山區 關廟區 官田區 歸仁區 後壁區 佳里區 將軍區 六甲區 柳營區 龍崎區 麻豆區 南化區 楠西區 七股區 仁德區 善化區 山上區 下營區 西港區 新化區 新市區 新營區 學甲區 鹽水區 永康區 玉井區 左鎮區 嘉義縣 嘉義市 高雄市 屏東縣 |

現今臺南市共37區，是承襲縣市合併前原臺南市的6區、及原臺南縣的31鄉鎮市而來。區下轄649個里、9,661個鄰。

### 地域分區
其中所屬地區標示的府城地區是指合併前的原臺南市所領有之行政區，傳統上稱原臺南市為台南，和原臺南縣的溪北及溪南是以往新營、北門、曾文、新豐、新化等傳統分區。
| 地域                | 分區      | 行政區                                                                    |
| ------------------- | --------- | ------------------------------------------------------------------------- |
| 溪北地區 （北台南） | 新營地區  | 新營區、鹽水區、柳營區、後壁區、白河區、東山區                            |
| 溪北地區 （北台南） | 北門地區* | 佳里區、學甲區、西港區、七股區、將軍區、北門區                            |
| 溪北地區 （北台南） | 曾文地區  | 麻豆區、下營區、六甲區、官田區、大內區                                    |
| 溪南地區 （南台南） | 府城地區* | 東區、南區、中西區、北區、安平區、安南區*                                 |
| 溪南地區 （南台南） | 新豐地區  | 永康區、仁德區*、歸仁區*、關廟區*、龍崎區*                                |
| 溪南地區 （南台南） | 新化地區  | 新化區、新市區*、善化區*、安定區*、山上區、玉井區、楠西區、左鎮區、南化區 |

- 安南區在日治時期隸屬於台南州新豐郡，中華民國接收後亦屬台南縣安順鄉。1946年台南縣安順鄉併入省轄市台南市並取安順、台南之義更名為安南區。
- 新市區、善化區、安定區近年來在南科持續發展之下，城鄉發展日漸明顯，這三區又另稱南科區。
- 仁德區、歸仁區、關廟區、龍崎區這四區又另稱南關線，「南關」之名為台南、關廟之意。由來為交通因素，清代府城已有連通關廟之古道，日治時期成為臺南州指定道路臺南關廟道，推測南關線一名即始於此；今日的市道182號即為該道路前身，其仍為連貫起四區與市區的交通要道。
- 北門地區六區別稱鹽分地帶，為原台南縣時期的濱海地區，名稱雖來自於文學界但由來與地理特色有關，有時亦會實際用於地理分區上的稱呼。
- 府城地區即今臺南市區舊稱係指合併前的舊臺南市所領有之行政區。

### 都市結構
臺南市縣合併後，臺南市形成多核心都市，唯人口與都市建設等，仍高度集中原臺南省轄市（俗稱府城）附近。
府城為臺灣最早發展的城市，前身為荷蘭人興建的赤崁（今中西區）、熱蘭遮（今安平區）2市鎮，後因內海淤積逐漸合而為一。加上安南、永康、仁德等地相繼成為臺南市區的擴張及延伸地帶，都會區目前擁有超過100萬人口，為臺灣單一規模第四大的都市建成區，僅次於臺北、高雄及臺中三個都市建成區。市區以外的舊台南縣地區有星點狀分佈的區域中心如新營、佳里、麻豆、新化、歸仁，或是近年來因南科設立帶動繁榮的新市、善化、安定，其餘的地方多是田畝、魚塭、丘陵的農業社會型態。
原臺南市的部分，街道為格子、放射及不規則狀三種樣式的合併體，是多次都市計畫大刀闊斧後的成果。
臺南的路網初形成時，在荷蘭人的主政下，設計為歐式整齊格子型。進入清代後，因任由市區自然發展，增添許多不規則的街路紋理。清代的舊街普遍僅幾米寬，雖歷經日後都市計畫、拓寬，多數至今仍有跡可尋，已成舊市區一大特色，如神農街（舊稱北勢街）。清代臺南也如同當時大清帝國，在四週興建城郭作為軍事防禦，稱為臺灣府城，「府城」一名至今仍是臺南別稱。
日治時期之際，1911、1929、1941年的三次都市計畫，引入歐式格子、放射、圓環街廓格局，建設鐵路、公園、下水道，開闢能夠行駛車輛的新道路，以及進行墓地遷移、拆除舊城牆等工程。這段時間市區主要向東、南方向發展，突破清代臺南城的範圍。日治時期最明顯的中軸線是「台南車站＝明治町＝大正公園＝末廣町（中正路）運河」（即今中正路、湯德章大道、中山路），至今仍是中軸線。
戰後都市發展主要延續1941年都市計畫中未完成的部分，包括闢建40米公園道（今東豐、林森、海安、公園南等路）以及外環道（今中華東路），因前述市區道路以及中山高速公路的興建，使得受惠的永康區、東區人口大幅增加，目前為臺南市人口較多的兩區。另外，隨著台江內海陸化，臺南與安平間形成的海埔新生地過去常作為魚塭使用。1979年開闢五期重劃區後，將魚塭填平改為住商用地，並在1997年10月將市政府遷至此處，使得臺南與安平兩個過去隔海相望的市街現已連成一體。原臺南市在戰後為滿足人口增長，前後進行多次公辦、自辦市地重劃。至縣市合併前，公辦共進行18期、自辦則超過100期。原臺南縣的部分，政治中心、同時為溪北地區最大城市的新營，其地位係來自鹽水，鹽水為清代臺灣府城至嘉義區域地帶之間最大市街，名列一府二鹿三艋舺四月津的「月津」；日治時期因鹽水港淤塞及鐵路的開發使政經地位轉移至新營。1920年實施州廳制，鹽水、麻豆、新化為第一批制定的「街」（相當於今日的鎮），爾後新營、佳里、善化、白河陸續改制成街，加上戰後改鄉為鎮的學甲，這些地方可視為相對繁榮的區域中心，而這些地方也在日治時期先後各自頒定都市計畫，並沿用至今。
在臺南都會區都市擴張的過程中，許多原先位於城外的單獨聚落如安平、鄭子寮、三分子、後甲、虎尾寮、竹篙厝、溪心寮、安順寮、和順寮、六甲頂、永康、鹽行、網寮、大灣、仁德、桶盤淺、二鯤鯓、三鯤鯓、四鯤鯓等陸續融入成為臺南市區一部分。合併改制直轄市後，市府持續將臺南市區外圍土地變更為住商用地，包括公辦第一期重劃安南區九份子、第二期東區原陸軍平實營區（又名東臺南副都心），另外與市區接壤的永康、仁德及南科所在地新市、善化、安定，或是配合高鐵車站開發的歸仁等，也都有各自辦理重劃、發展成新興聚落當中。
而台南市政府民治市政中心（舊縣府）所在地的新營，則是另一個發展重心，因地理位置處於雲嘉南地區中心，未來將規劃建置國家圖書館南部分館、新營綜合轉運站、新營車站立體化、全國自來水員工訓練園區等重大中央及地方建設。市府也持續將新營區外圍土地變更為住商用地，包括公辦新營客轉專區重劃、長勝營區市地重劃等。
「臺南市區」只是一個籠統的說法，並無統一之明確定義，所指涉地域大致位於現行直轄臺南市（又稱「大臺南市」）之西南隅，以歷史上之臺南府城為核心，被中華四方（東西南北）路所包圍，大致包括原省轄臺南市內都市化較早、人口較密集之連貫都市化地區（如北區、中西區、東區，以及安平區和南區之部分地段；一般不包括安南區和劃歸南區的喜樹跟灣裡等地段）。另自1990年代以來，原臺南縣永康市在都市蔓延現象下快速發展，故也有將永康區位在國道1號以西之高度都市化地段算入「臺南市區」的說法。是故，甚至若以實際都市地帶延伸相連的範圍而論，廣義的臺南市區應已包含到安南區、永康區的範圍（值得一提的是安南區，早於戰後以來即已成為省轄台南市的一部分，時至今日也已為實際台南都市蔓延地帶，但礙於鹽水溪區隔，仍不被感受與認定為市區，是故其台南都會區北外環道路之建設名稱來源有自），從今日大台南公車的市區公車路線行駛至此兩區亦可證明這點。唯在地民眾對於「市區」的認定範圍仍與實際地理上的都市範圍有落差，可能與歷史因素以及早期行政區劃分隔縣市兩地有關。

## 人口

### 歷史統計
1926年的普查統計中，464,400人籍貫為福建、2,600人為廣東、7,600人為其他，具有其他移民多於廣東移民的特色，為全臺各地僅見。（以移民時清朝及明朝的區域劃分福建省、廣東省及其他省份。）
| 省份 / 居民（千人） | 福建 464.4   | 福建 464.4   | 福建 464.4   | 福建 464.4                            | 福建 464.4   | 福建 464.4                      | 福建 464.4   | 福建 464.4         | 福建 464.4         | 廣東 2.6                              | 廣東 2.6           | 廣東 2.6                        | 其他 7.6 |
| ------------------- | ------------ | ------------ | ------------ | ------------------------------------- | ------------ | ------------------------------- | ------------ | ------------------ | ------------------ | ------------------------------------- | ------------------ | ------------------------------- | -------- |
| 州府 / 居民（千人） | 泉州 287.7   | 泉州 287.7   | 泉州 287.7   | 漳州 167.0                            | 汀州 3.0     | 龍巖 1.7                        | 福州 2.0     | 興化 2.2           | 永春 0.8           | 潮州 1.5                              | 嘉應 0.5           | 惠州 0.6                        | 其他 7.6 |
| 地區 / 居民（千人） | 安溪 52.9    | 同安 96.3    | 三邑 138.5   | 漳州 167.0                            | 汀州 3.0     | 龍巖 1.7                        | 福州 2.0     | 興化 2.2           | 永春 0.8           | 潮州 1.5                              | 嘉應 0.5           | 惠州 0.6                        | 其他 7.6 |
| 語言 【方言】       | 閩南【泉州】 | 閩南【泉州】 | 閩南【泉州】 | 客家【南靖、平和、詔安】 閩南【漳州】 | 客家【汀州】 | 客家【汀州】 閩南【龍巖、漳平】 | 閩東【福州】 | 興化【莆田、仙遊】 | 閩南【泉州、大田】 | 客家【豐順、饒平、大埔】 閩南【潮州】 | 客家【四縣、長樂】 | 客家【海陸】 閩南【潮州、漳州】 | 多種語言 |

### 語言
臺南市通行現代標準漢語，而另一種通行的漢語是距今200至300年前隨福建漳泉移民帶來的閩南語泉漳話，居民多具備雙語能力。另因受日本統治影響，現今80歲以上受過教育者，能說日語。
臺灣閩南語有「臺南混合腔」的腔調，指舊臺南市區（中西區、北區、東區、南區、安南區、安平區）以及大部分舊縣區之口音，與高屏混合腔相近，接近普通腔，均為聲調偏漳的漳、泉混合腔（同時帶有漳、泉話的特徵），臺南混合腔最大特徵為在宕攝三等字（如「楊」、「陽」、「張」等字）白讀之韻母為-ionn。至於o元音向ə轉變，最早由臺南出現，正向全臺灣擴散；在安平區及北門區腔調則屬於偏泉腔:433:216，多同安、晉江裔。
台南市政府於2015年將英語列為地方政府第二官方語言，市府輔導範圍有店家、民宿、計程車、公車、醫院、古蹟、藥局、寺廟、文創園區、停車場等十大業種。

## 政治
2010年，時任市長賴清德說過：臺南「被視為台灣的民主聖地」，首次縣市長民選就由「黨外」人士當選，也常培育青年參政，如1990年野百合學運中有四位學運代表先後擔任臺南市議員。

### 市政組織
臺南市議會是臺南市的民意機關，代表臺南市全體市民立法和監察市政府之施政。議會分設兩座議事廳，民治議事廳位在新營區民治路的原臺南縣議會大樓。永華議事廳位於安平區永華路的原省轄臺南市議會大樓。市議員由市民直接選舉產生，任期為四年，可連選連任。共有57位市議員，第一選區6席市議員、第二選區5席市議員、第三選區3席市議員、第四選區1席市議員、第五區5席市議員、第六選區6席市議員、第七選區7席市議員、第八選區6席市議員、第九選區6席市議員、第十選區5席市議員、第十一選區5席市議員、第十二選區1席市議員、第十三選區1席市議員，議長、副議長由57位市議員互選產生。
臺南市政府是臺南市的行政機關，在中華民國政府架構中屬直轄市地方自治位階，採雙市政中心模式，辦公廳舍分設安平區（永華市政中心）與新營區（民治市政中心）兩地，由行政院管轄。市長由市民直接選舉產生，任期為四年，可連選連任一次。臺南市政府並置市政會議，為市政最高決策機構，在市長及2位副市長之下，設有64個一級機關單位包括19個局，6個處，3個委員會及37個區公所；而二級機關單位則有33個處／委員會／院／所／館／中心／場。
2010年12月25日臺南縣市合併改制後之「臺南市」，是新成立之直轄市。首任市長為賴清德，於合併改制當日就任市長。2014年賴清德順利連任，惟2017年9月選擇辭職升任行政院院長，協助民進黨中央執政。由於台南是屬於泛綠極具優勢選區，2018年11月24日第三屆市長選舉，即便大環境不利民進黨，依然由民進黨籍的黃偉哲當選。2022年黃偉哲順利連任，形成台南市自升格改制以來一直是由民進黨執政的局面。
| 屆次 | 市長           | 市長       | 市長          | 就任時間       | 卸任時間           | 備註                   |
| ---- | -------------- | ---------- | ------------- | -------------- | ------------------ | ---------------------- |
| 1    |                | 賴清德照片 | 賴清德 （民） | 2010年12月25日 | 2014年12月25日     |                        |
| 2    | 2014年12月25日 | 賴清德照片 | 賴清德 （民） | 2017年9月7日   | 辭職接任行政院院長 |                        |
| 3    |                | 李孟諺照片 | 李孟諺 （無） | 2017年9月7日   | 2018年12月25日     | 原臺南市政府秘書長代理 |
| 4    |                | 黃偉哲照片 | 黃偉哲 （民） | 2018年12月25日 | 2022年12月25日     |                        |
| 5    | 2022年12月25日 | 黃偉哲照片 | 黃偉哲 （民） | 現任           |                    |                        |

### 選民結構及政治勢力
臺南市位於中華民國南部的嘉南平原，是一座文化古都，有「府城」之別稱，由原臺灣省下轄之臺南縣及原臺南市於2010年底合併改制而成。臺南為臺灣歷史上最早開發建立的城市，在19世紀中葉以前為全島的政經中心，近代則為南部都會帶的核心城市之一，亦是南臺灣的文化、教育中樞。臺南市是綠營大票倉，近期綠藍基本盤為七比三，呈現出泛綠在臺南市具有極大優勢的情況，就地域而言，泛綠勢力雄厚在大多數行政區皆有大幅度的票源優勢，尤其在將軍區、麻豆區、官田區更是擁有絕對優勢，泛藍僅在楠西區擁有優勢。
原臺南縣的地方派系主要依據地域，分為海派、山派。海派以日治時期北門郡地區出身者為主，代表人物為黨外人士吳三連、首任縣長高文瑞及首任議長陳華宗等人。而山派則是以中國國民黨主委胡龍寶等人為代表，受泛藍介入較深。而自脫離山派的高育仁當選縣長後，又自成一派系成為高派。
臺南縣在1990年代以前，由於黨國威權的時代背景，多由泛藍派系輪流掌政。然而隨著反對勢力抬頭，自1993年中華民國縣市長選舉由泛綠的陳唐山當選縣長以來，臺南縣便由藍翻綠，直至2010年中華民國縣市改制直轄市皆為綠色執政。
原臺南市的政治生態，主要由早期國民黨與黨外勢力的競爭，轉為解嚴後藍綠兩陣營的抗衡。原臺南市在1990年代以前，即長年由黨外人士及泛藍輪流主政，反映了府城鮮明的反對意識。該市在戒嚴時代，甚至是全國產生最多屆黨外民選首長的縣市。而自1997年泛綠的張燦鍙當選市長起，臺南市亦一直綠色執政至2010年縣市改制直轄市之後。
2010年12月25日，原臺南縣市合併為直轄市，首任民選市長為賴清德。自此，臺南市共計舉行了四屆直轄市市長選舉。經2022年臺南市市長選舉後，由民主進步黨籍的黃偉哲當選第4屆臺南市市長。
臺南市立法委員共分為六個選舉區，經2024年立法委員選舉後，第一至第六選舉區當選席位分別由賴惠員、郭國文、陳亭妃、林宜瑾、林俊憲、王定宇等民進黨籍候選人拿下。

### 司法暨檢察機關
臺灣臺南地方法院是臺南市的司法機關，屬於普通法院，當地居民之民、刑訴訟和審理由該機關辦理，並分別設有臺南、柳營兩個普通庭及臺南、柳營及新市三個簡易庭，其上訴法院為臺灣高等法院臺南分院。臺灣臺南地方檢察署是臺南市的檢察機關，擁有兩處辦公室，分別設於安平區及新營區，為當地檢察官執行檢察事務之執行機關。
臺灣高等法院臺南分院座落於中西區，為臺灣高等法院的第一個分院，主要業務為審理及裁決雲林、嘉義、臺南三個地方法院第一審民事、刑事上訴及抗告案件。臺灣高等檢察署臺南檢察分署座落於中西區，為臺灣高等檢察署的分署，辦理雲林、嘉義縣市、臺南四縣市提起上訴之刑事案件等。
高雄高等行政法院在臺南亦設有臺南庭，座落於中西區，採巡迴庭方式，審理嘉義、臺南地區一般行政訴訟及第二審簡易行政訴訟程序及交通裁決案件。

### 對外交流
臺南市對外的城市交流自1965年開始，至2018年10月在世界各地共締結了29個姐妹城市、14個友好城市。亦和臺灣省澎湖縣、日本仙台市及美國亞利桑那州州政府訂有友好或交流協議。並與5個城市簽署智慧城市合作備忘錄。本市議會亦於京都市議會簽署友好交流協定。分布情形為亞洲16個，北美洲13個，中南美洲與非洲3個，歐洲12個和大洋洲3個。
國內
- 中華民國福建省金門縣 （1981）
- 中華民國臺灣省澎湖縣 友 （1981）

| 亞洲 - 大韓民國光州廣域市 （1968） - 大韓民國慶尚北道慶州市 友 （2024） - 菲律賓巴賽市 （1980） - 菲律賓甲米地省 （1980） - 菲律賓大谷地市 （1980） - 菲律賓鐵斯馬帝市 （1980） - 菲律賓卡加延德奧羅 （2005） - 以色列賴阿南納 （1999） - 日本宮城縣仙台市 友 （2006） - 日本栃木縣日光市 友 （2009） - 日本群馬縣水上町（2013） - 日本滋賀縣 友 （2013） - 日本石川縣加賀市 友 （2014） - 日本靜岡縣富士宮市 友 （2017） - 日本青森縣弘前市 友 （2017） - 日本山形縣山形市 友 （2017） - 日本京都府京都市 合 （2021） - 日本茨城縣土浦市 友 （2023） - 日本長崎縣平戶市 友 （2024） - 日本茨城縣那珂市 友 （2024） - 日本北海道富良野市 友 （2024） - 日本茨城縣水戶市 友 （2024） - 日本琦玉縣本庄市 友 （2025） - 印度拉瓦薩市 合 （2011） | 北美洲 - 美国加利福尼亚州蒙特麗市 （1965） - 美国加利福尼亚州聖荷西市（1977） - 美国俄亥俄州哥倫布市（1980） - 美国密蘇里州堪薩斯市 （1987） - 美国佛羅里達州奥蘭多市 （1982） - 美国阿拉斯加州費班克市（1983） - 美国奧克拉荷馬州奧克拉荷馬市 （1986） - 美国阿拉巴馬州亨茨維爾市（1986） - 美国伊利諾州卡本德爾市 （1991） - 美国華盛頓州斯諾霍米什郡 （1998） - 美国愛荷華州迪比克 合 （2011） - 美国亞利桑那州州政府 友 （2013） - 美国亞利桑那州錢德勒市 友 （2016） - 美国加利福尼亚州西科維納市 （2020） - 美国路易斯安那州紐奧良市 （2022） - 美国加利福尼亞州托倫斯市 友 （2023） | 中南美洲與非洲 - 玻利维亚聖塔克魯斯市（1981） - 南非納爾遜·曼德拉灣大都市（1982） - 薩卡巴市（2003） 歐洲 - 比利时鲁汶市（1993） - 比利时科爾特賴克 合 （2011） - 波蘭艾爾布蘭格市 （2004） - 丹麦瑞柏市（2005） - 土耳其凱其歐倫市 （2005） - 荷蘭阿爾梅勒市（阿梅爾市） 友 （2009） - 荷蘭安荷芬市 合 （2011） - 瑞典赫爾辛堡市 合 （2011） - 奥地利史泰爾馬克邦（史岱爾馬克邦） 友 （2015） - 法國貝濟耶市（2023） - 立陶宛考那斯縣約納瓦區 友 （2024） - 波蘭羅茲市 （2025） 大洋洲 - 黃金海岸市 （1982） - 新南威爾斯州巴拉馬打市（帕拉瑪塔市） 友 （2014） - 马绍尔群岛沃特傑環礁市 （2018） |

- 總部位在臺南的國際組織[55]有亞蔬—世界蔬菜中心，於1971年由日本、韓國、菲律賓、泰國、美國、越南、中華民國與亞洲開發銀行合作創設。
- 2005年7月，成為WHO西太平洋國際健康城市聯盟（Alliance for Healthy Cities）的會員[56]。
- 2012年4月，成為亞太城市旅遊振興機構（Tourism Promotion Organization for Asia-Pacific Cities）會員[57]。
- 2012年7月25日，成為世界歷史都市聯盟會員城市[58]。

### 城市評比
- 2005年7月，臺南市獲得WHO健康城市聯盟（The Alliance for Healthy Cities）認可，成為西太平洋區「健康城市」會員，是全臺灣第一個獲得此殊榮的城市。[59]
- 2007年，巴克禮紀念公園榮獲世界級「全球卓越建設獎（FIABCI Prix d'Excellence Awards）」。該獎素有「不動產界奧斯卡獎」之稱，本屆是臺灣第一次有公部門作品參賽，臺南市政府第一次參與即獲得「公共部門暨特殊建築類（Public Sector / Specialised Category）」優選佳績。[60]
- 2008年，臺南市榮獲WHO健康城市聯盟西太平洋區「健康城市創新獎」[註 6]；該屆評選案共有40個申請案提出，臺南市得獎的是第一類「健康城市的監測與評價」。
- 2011年，臺南市3個社區參加在韓國首爾市舉行國際宜居社區大獎[註 7]，獲獎成績分別為：金華里獲國際花園城市獎A類社區（人口2萬人以下）第2名，是臺灣首次參賽且唯一獲得該獎項獎盃的臺灣社區。安平區與後壁區均獲國際花園城市獎B類社區（人口20,001至75,000人）的銅質獎。[61]
- 2013年6月，臺南市榮獲國際鳥盟於加拿大渥太華頒發國際保育獎（Conservation Achievement Awards）表揚在黑面琵鷺保育工作上的努力與成果。[62]
- 依據平面媒體製作的民調與統計指標，臺南市在「台灣縣市競爭力排名」中連續3年高居六都第二名[63]，「減債能力」[64]與「幸福城市競爭力」皆為六都第二名。[65]

## 經濟
臺南市二級產業與三級產業就業人口占總就業人口9成以上，全市服務業人口比例則超過5成（原臺南市則有6成以上的服務業人口）。2017年全市產值2兆2000億元，約佔全台GDP的14%，1990年代起，陸續建立南部科學園區與台南、樹谷、柳營、永康等科技工業區，成為電子、半導體、光電等高科技製造業的重鎮，而市政府也積極於新營糖廠實施轉型，欲成立台南動漫園區，盼能夠帶動台南動漫產業的發展，帶來更多觀光人口和就業機會，目前仍與台糖洽詢中。另外在高雄市北部行政區例如茄萣區、湖內區等地區，由於地理位置接近臺南都會區，因此經濟活動以原臺南市為中心。
2020年台南市的經濟發展支出占歲出比率21.72%、外國人員人數年增率24.73%、勞動參與力63.1%，競爭力名列六都第一。臺南在全球化及世界城市研究網絡（GaWC）發表的2020年世界級城市名冊中被定義和歸屬於 Sufficiency（自給自足）等級的國際城市，但在2022的名冊中被除名。

### 一級產業
臺南市的一級產業主要為農業與漁業。沿海一帶的土壤多屬鹹性沖積土，鹽份含量甚高，不適農作，遂墾拓魚塭從事養殖漁業，其中虱目魚最有名，為全國主要產地，亦出現大量以虱目魚為食材的小吃，成為重要觀光資源。另外近海牡蠣（俗稱蚵仔）養殖盛行，也是臺南小吃的重要食材。臺南市有漁港8個，其中安平漁港曾為臺灣最大港，屬於遠洋漁業，是全市漁獲量最多、船舶噸位最大的漁港；其它漁港為沿岸漁業或近海漁業，分別是將軍、四草、馬沙溝、青山、北門、下山和蚵寮漁港。
臺南市因地理因素配合，農業條件優良，土地平坦適合農作，耕地面積達九萬多公頃，在全國排名第一。合併前之臺南縣亦為「農業大縣」，其中柳營盛行酪農業。農產品以東山咖啡、後壁水稻、玉井芒果、白河蓮子、麻豆文旦、關廟鳳梨等聞名全臺，善化草莓、官田菱角、將軍小番茄、七股洋香瓜、新市火龍果與毛豆、大內酪梨、學甲虱目魚、佳里牛蒡、西港胡麻、楠西楊桃也最廣為人知。不過事實上，1971年後因外銷導向政策，當時臺南縣製造業產值的比例已凌駕農業。目前正朝花卉與水果外銷等精緻、高附加價值農業發展中，糖業與鹽業則因不合成本而幾近消失，使得昔日的臺灣三大糖業總廠之一的新營糖廠沒落。近年全市尤以蘭花栽培成長最明顯，外銷訂單達新臺幣92.6億元；第一級產業總產值則約400億餘。

### 二級產業
2020年台南製造業產值約1.1兆台幣，從業人口32.2萬，南科提供近1／4（8萬）。
臺南市的二級產業豐富多元且不少企業具世界級水準，主要的工業有化學工業、食品產業、汽車零件工業、金屬工業、化纖業、紡織業、螺絲業、電子業與其他製造業等。化學業以奇美實業最負盛名，其ABS樹脂、PMMA樹脂、導光板三項產品為全球最大供應商。食品業則以位於永康區之統一企業最具代表性，海外分公司遍及美、中、泰、菲、越等國。位在安南區之汽車零部件供應商東陽實業，歷經五十餘年發展，目前已成為全球最大汽車碰撞更換零組件製造集團。金屬工業以大成不銹鋼經營美國市場較為知名，目前已在全美8州設有發貨倉庫，為全美進口不銹鋼產品的第一大通路商。早期臺南市以紡織、成衣、精密機械等民生工業或輕工業為主。臺南於日治時期即是紡織重鎮，1949年後許多紡織廠自大陸遷移至臺灣臺南，落地生根，1970至80年代紡織上游產業逐漸完備，成為石化、化纖、織布、染整、成衣等上下游體系完整織產業聚落。著名企業的有，東展興業、臺南紡織、東雲、新藝纖維、佳和實業、宏遠興業、和明紡織等企業，而成衣則以臺南企業較為著名。精密機械則集中於市區外圍如安平產業業園區及永康產業園區，其中以橡膠成型機、塑膠射出機為大宗。
1970年代以來，因應產業需求，中央政府相關部門、臺南市政府和私人企業在臺南市設立多處工業區，促進工業發展。1995年國科會在臺南市建立南部科學園區，帶動光電及半導體業大量的就業機會，提升經濟成長及人口吸引，臺南市是臺灣少數人口正成長的地區之一；以下為臺南市境內的工業區及其管理單位：
官方設置
- 國家科學及技術委員會：南部科學園區臺南園區（新市、善化、安定交界處）；籌設中的有沙崙生態科學園區。
- 經濟部產業園區管理局：安平產業園區、新營產業園區、永康產業園區、官田產業園區、臺南產業園區（安南）；興建中的有新市產業園區。
- 多部門共同設置：沙崙智慧綠能科學城。
- 臺南市政府：柳營科技工業暨環保園區、永康科技工業區、新吉工業區（安南、安定交界處）、七股科技工業區、樹谷園區（新市，緊鄰南科園區）、臺灣蘭花生物科技園區（後壁）、麻豆工業區（南科衛星園區）、仁德工業區。

原臺南縣政府在多年以前曾計畫引進煉鋼、石化等重工業。而最著名亦最具爭議的開發案濱南工業區在十數年反覆爭論後，已因環境意識及臺灣產業轉型而中止，並於2009年在當地成立臺江國家公園。
- 油田：新營、八掌溪氣田。

民間設置
總頭寮工業區（安南）、保安工業區（仁德）、新田工業區（仁德）、龍崎工業區、和順工業區（安南）、邱永漢工業區（新市）、山上工業區、佳里工業區、學甲工業區。

### 三級產業
服務業為臺南市經濟結構之主力，以金融業、批發與零售業居多，尤其以金融業為盛。服務業的空間區位除臺南市區外，還有緊鄰的永康區、仁德區、歸仁區，而溪北地區的服務業空間多集中於昔日日治時期的三大郡治新營區、佳里區、麻豆區，近年來由於南科蓬勃發展，新市區、善化區、安定區也陸續形成商業圈聚集地，經濟非常活絡。

## 旅遊
臺南建城已達四百年的歷史，擁有1處臺灣世界遺產潛力點、21處國定古蹟、119處直轄市定古蹟、87處歷史建築，極富歷史意義與考古價值。除了有形文化資產外還有許多無形文化資產，例如：傳統陣頭、傳統小吃、傳統工藝、原住民傳統儀式等。目前全市內有數個文化園區，分別為：赤崁文化園區、孔廟文化園區、五條港文化園區、月津港歷史文化園區、蕭壠文化園區、民生綠園文化園區、鎮北坊文化園區、大目降歷史文化園區、東安坊文化園區、安平港國家歷史風景區、噍吧哖事件紀念園區、左鎮菜寮文化園區等。
臺南市內設有國家公園一處、國家風景區二處。其中台江國家公園與雲嘉南濱海國家風景區皆位於西側沿海，以沙洲與濕地保育、製鹽文化為主軸。西拉雅國家風景區位於東側山麓地帶，境內有西拉雅族原住民文化、關子嶺溫泉、水火同源、二寮日出等豐富自然景觀。及目前臺灣出土的最早人類遺跡「左鎮遺址」，推測約有2萬至3萬年之久。另外亦發現海洋、陸地生物化石，有古象、古鹿、完整犀牛化石、鱷魚、鯊魚、貝類、珊瑚等，已成立左鎮化石園區典藏。
其它自然景點有全臺唯一熱帶實驗林的臺南公園，榮獲全球卓越建設獎（FIABCI Prix d'Excellence Awards）的巴克禮紀念公園，內政部評選的「國際級濕地」之一、擁有豐富河口生態資源的四草濕地紅樹林保護區，還有臺南都會公園、砂岸地形的黃金海岸等。位於七股區的黑面琵鷺生態保護區是野生動物重要棲息之地，保護區內面積有300公頃。每年10月至翌年5月季節性候鳥黑面琵鷺便會從北方飛到臺南市七股區附近避寒過冬。每年來七股渡冬的黑面琵鷺超過千隻的數量，至2010年11月28日普查數量1,671隻，佔全世界的黑面琵鷺的一半以上，為全世界黑面琵鷺最重要的渡冬地之一，而在10月至翌年4、5月也是遊客欣賞黑面琵鷺的最佳時期。這段時期每年有眾多國際觀光客或國際觀鳥愛好者前往七股黑面琵鷺保護區觀看黑面琵鷺。
其他旅遊景點還有鹽田曬玉（七股鹽田）、太康綠隧 （柳營太康綠色隧道）、西口桃源（西口小瑞士）、嶺梅映雪（楠西區香蕉山、梅嶺休閒農業區）、曾溪飛鷺（曾文溪口）、菱田舟影（官田菱角田）、蓮海飄香（白河蓮花季）、津港蜂炮（鹽水蜂炮）、新化浴翠（新化國家植物園）、尖山煙雨（尖山埤水庫）、走馬踏青（走馬瀨農場）、虎埤冷月（虎頭埤）、南鯤香潮（南鯤鯓代天府）、臥堤迎暉（烏山頭水庫）、麻豆迎王（麻豆代天府、池王府）、曾文煙波（曾文水庫）、關嶺覽勝（關子嶺風景區、關子嶺溫泉、白河大仙寺、火山碧雲寺）、南化寶光聖堂、草山月世界、七股潟湖、月津港、鹽水護庇宮、水晶教堂、井仔腳鹽田、後壁菁寮老街、南元農場、尖山埤水庫和烏樹林休閒農場。
臺南夜市多達60餘處，大型者如花園夜市、大東夜市、武聖夜市，有「大大武花大武花」的夜市口訣（以週一到週日的營業時間）。原臺南縣則以新營中華路夜市、佳里夜市聞名。為了營造英語友善環境，市政府在花園、武聖、新營中華路、佳里、鹽行、新市、永大、小北成功夜市製作雙語菜單。此外，還有許多老街、主題商圈、大型量販店、特色市集、電影院等，而大型的百貨商場與購物中心有遠東百貨（台南成功店、台南公園店）、新光三越（台南中山店、台南西門新天地、台南小北門店）、Focus時尚流行館、南紡購物中心、誠品生活台南店、MITSUI OUTLET PARK 台南。
2025年，英國倫敦出版社Time Out旗下雜誌《Time Out》公布「亞洲最佳旅行地」，臺南名列榜單中的第4名，也是唯一上榜的臺灣城市。

### 特色活動
- 臺灣國際蘭展（世界三大蘭展之一[73]）
- 南瀛國際民俗藝術節（兩年一屆）

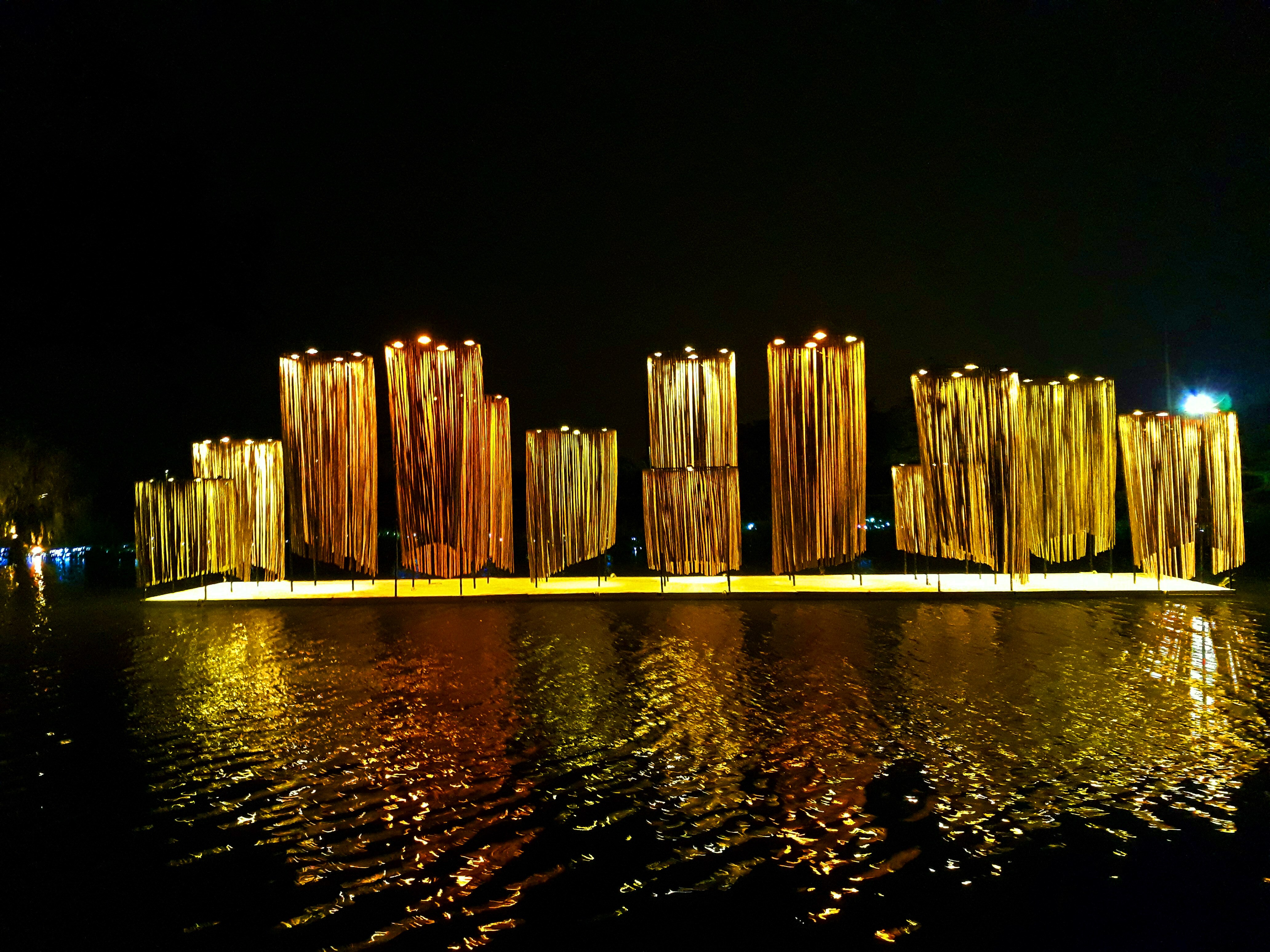
2018月津港燈節

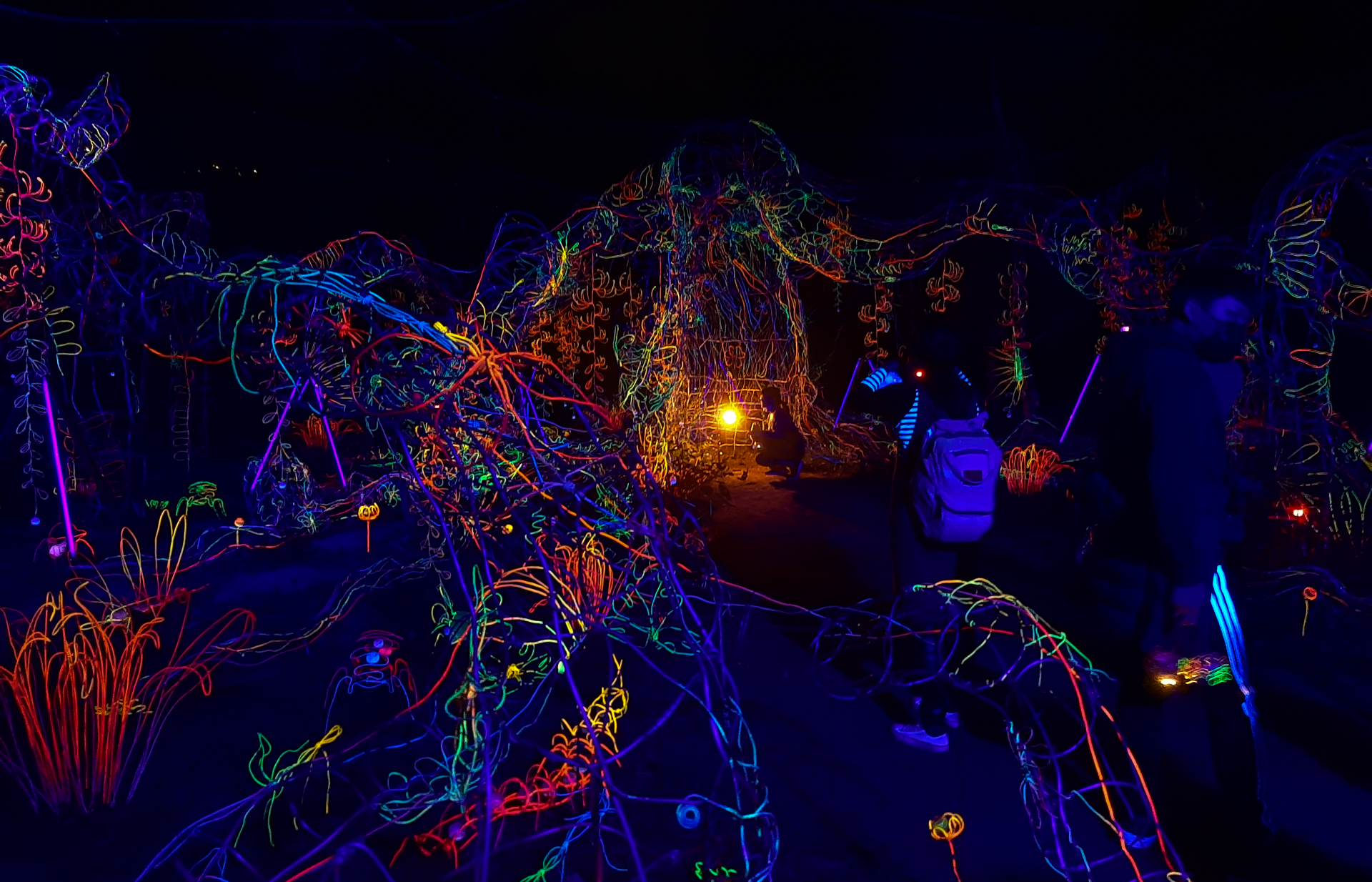
2020龍崎光節空山祭

- 府城迎春（每年新年舉辦，迎合臺灣大年初二回娘家的習俗）
- 普濟燈會
- 月津港燈節
- 新營波光節
- 龍崎光節空山祭
- 鹽水蜂炮（世界三大民俗慶典之一）
- 正統鹿耳門聖母廟迓春牛
- 鄭成功文化節
- 端午節國際龍舟錦標賽（全臺唯一夜間舉行）
- 臺南國際芒果節
- 七股海鮮節
- 一箭雙雕藝術季（七股鹽雕、馬沙溝沙雕）
- 夏至藝術節（由雲嘉南三地共同舉辦）
- 台南夏日音樂節－將軍吼
- 藝術進區
- 關子嶺溫泉美食節
- 臺南好米季
- 曾文水庫馬拉松
- 台南古都國際半程馬拉松
- 台南好Young耶誕跨年城
- 南方影展
- 新營藝術季
- 魚頭君（臺南市觀光大使）
- 巷仔貓（臺南市官方吉祥物）
- 菜奇鴨（臺南市市場吉祥物）
- Orchidsaur（臺灣國際蘭展官方吉祥物）

## 文化

### 藝文場館
隨著縣市合併改制，原臺南市的市立文化中心、社會教育館、圖書館，及原臺南縣的縣立文化中心（今新營文化中心）、蕭壠文化園區、總爺藝文中心等場館整合，大臺南市的公共文化建設可說相當多元，平均每10萬人享有圖書館數量有2.34所，為六都中第一名。近年來持續增建許多大型藝文場館，如國立臺灣文學館、國立臺灣歷史博物館等，及一些特色場館如：成大博物館、氣象博物館（原臺南測候所）等。隨著文化產業盛行，亦有中小型藝文活動、展覽存在於商業空間、小型畫廊，以及特色文化產業聚落，如公園路321巷、藍晒圖文創園區、新營美術園區等。
其他的大型藝文場所及博物館尚有：國立臺灣史前文化博物館南科分館、國立臺南生活美學館、台南國家美術館、臺南市美術館、臺南市立圖書館總館、大台南會展中心、歸仁文化中心、台江文化中心、新化演藝廳、奇美博物館、十鼓文化村、南瀛天文教育園區、左鎮化石園區、山上花園水道博物館等。建設中或仍處於規劃階段者有：國家圖書館南部分館暨國家聯合典藏中心（預計2025年完工）、台南市運動藝文休閒園區（已於2023年10月31日辦理政策公告招商）、國立科學教育體驗未來館（規劃中）等。

### 建築
臺南市自1624年成為荷蘭貿易基地以來，歷經約400年的發展，已經形成東西風格兼具、古今建築交融的城市建築風格。作為臺灣的古都，臺南既保存了一些雕樑畫棟、典雅樸實的古代中式建築，還遺留下來大量風格萬千、形式多樣的近代西洋建築及日式建築。隨著臺南的城市發展，新穎的現代建築也拔地而起，建構臺南大都會古今融合的新形象。
17世紀，荷蘭人在臺南建立大員市鎮，建築多以保壘、要塞為主，如熱蘭遮城、普羅民遮城，且荷蘭為西歐國家，喜歡以紅磚做為建材。到了明、清時期，漢人進入臺南，開始出現眾多傳統中式民居及宗教建築。至今尚存的明代建築有開基天后宮、南鯤鯓代天府、臺南孔子廟、大天后宮、祀典武廟、北極殿、臺灣府城隍廟、五妃廟等。清代建築則有開元寺、三山國王廟、接官亭、重道崇文坊等，以及軍事設施四草砲臺、億載金城，臺灣府城大南門、大東門、兌悅門等，而在安平港開港通商之後，西洋建築再次出現，為適應臺灣的炎熱氣候，可見寬廣廊簷、基座通風口等特色，如德記洋行、東興洋行等。
日治時期之後，臺南建築風格進入多樣式發展，中式、日式、西式並存，鋼筋混凝土、面磚等新建材廣泛使用，因日本明治維新的成功，西方近代建築思潮也自此傳入，尤其在市區改正及日本政府建設之下，出現眾多公共建築、學校、公園、整齊的商街、及現代化設備等。此時期的日式建築有原臺南州立農事試驗場宿舍群、夕遊出張所、三崁店神社、原臺南武德殿、原臺南神社事務所等，也出現了和式與洋式混合建築，如原台南廳長官邸、原台南山林事務所等。西式及近代建築方面，明治年間有原臺南測候所、知事官邸、原臺南公會堂、西市場、東菜市，大正年間有原臺南地方法院、日軍步兵第二聯隊營舍、原臺南州廳、衛戍病院，昭和年間有原臺南警察署、林百貨、臺南車站、原日本勸業銀行臺南支店等。學校建築則有臺南神學院、長榮中學講堂、長榮女中講堂、臺南一中校舍、國立成功大學校舍等。
二次大戰後，臺南市內和臺灣各地相同，多以鋼筋混凝土造、現代透天厝為主，然而在人口、經濟快速發展之下，建築立面處處可見大型廣告招牌、帆布雨棚、鐵皮加蓋等現象。隨著都市發展，台南亦開始出現高層建築，在景氣高峰的1990年代初期出現了第一波高層大樓熱潮，位於東區的香格里拉台南遠東國際大飯店即在此時誕生，樓高38層，是雲嘉南地區最高的摩天大樓。近年來，維護文化資產的觀念及社區營造興起，臺南眾多老屋開始被修復再利用，在兼顧結構安全及生活元素之下，建構歷史環境願景及人文價值。

### 飲食與特產

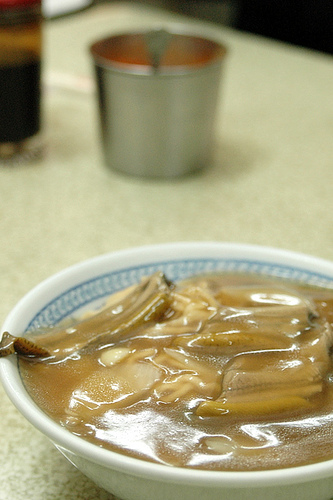
臺南的炒鱔魚意麵，是臺菜餐廳的常見料理。

### 文學
「鹽分地帶」已成為臺灣文學史上一個重要的名詞。最早出現於民國21年（1932年），由吳新榮、郭水潭所組成的「佳里青風會」（該會的幾位成員後來成立「臺灣文藝聯盟」的分會─「臺灣文藝聯盟佳里支部」），逐漸凝聚起藝文風氣。從「鹽分地帶」創作的文章無意間流露出一份鹹、澀、苦等滋味，帶著濃烈的鹽分情調，充分反映出本土濃厚的鹽鄉風情。由於有別於一般坊間的文藝愛情、科幻小說，而被稱為「鹽分地帶文學」，在臺灣文學界則稱為「鹽分地帶派」；鹽分地帶文學發展在台灣現代文學的里程上也佔有不可忽視的文學地位。
以臺南為背景之文學作品有：《第一次的親密接觸》（蔡智恆）、《赤崁記》（西川滿）、《將台南種佇詩裡》、（方耀乾）《紅鞋子》、（葉石濤）《安平之春》、（林韋助）《小封神》（許丙丁）等。
推廣及贊助文學活動的基金會，有「臺南市文化基金會」；全國性的文學社團有「臺灣海翁臺語文教育協會」、「台文筆會」；地方性的文學社團有「蕃薯詩社」、「臺南市菅芒花台語文學會」。
五都升格以後，臺南縣與臺南市合併，臺南縣文化處與臺南市文化觀光處整併為臺南市政府文化局，臺南縣文化處之前協助《鹽分地帶文學》雜誌發行及臺南市文化觀光處每年舉辦「府城文學獎」徵文活動，現在則由臺南市政府文化局接手。
臺南市政府發行的「臺江臺語文學季刊」於2012年3月15日出版創刊號。
臺南市政府籌設「葉石濤文學紀念館」，於2012年8月11日開館啟用。

## 教育
臺南市為臺灣教育中心之一，學校密度平均3.6萬人分配一所高中職，為全臺灣最高。還有國立臺南大學、長榮大學、真理大學的麻豆校區、康寧大學的臺南校區、中信金融管理學院、崑山科技大學、嘉南藥理大學、臺南應用科技大學、國立臺南藝術大學、遠東科技大學、中華醫事科技大學、南臺科技大學、國立臺南護理專科學校、敏惠醫護管理專科學校共18所大專院校。其他公立教育機構計有高級中學及職業學校52所、國民中學58所、國民小學209所。而臺南一中、臺南女中、臺南二中、家齊高中四所高中則俗稱為臺南四省中，其中以臺南二中及家齊高中是男女合校，臺南一中只有科學班招收女生。臺南女中只有音樂班招收男生，也有一所隸屬於陸軍教育訓練暨準則發展指揮部的軍校，是為陸軍砲兵飛彈學校。
臺南在臺灣的教育發展史占有重要的地位，包括：
- 長榮中學於1885年（清光緒十一年）由英國基督長老教會創辦臺灣第一所中學，當時校名為「長老教中學」。
- 長榮女中於1887年（清光緒十三年）由英國基督長老教會創辦臺灣第一所女子中學，當時校名為「紅樓女學」。
- 臺南高等工業學校（現國立成功大學）為臺灣第一所高等工業學校。
- 成大附工建立於1938年，為臺灣第一所工業進修學校，現併入八大省工之一的成大南工。
- 第一所商業學校，台灣總督府商業專門學校1919年4月成立，原址為臺南市中西區永福國民小學，後合併於臺南高商。
- 第一所特殊教育學校「訓瞽堂」，今國立臺南大學附屬啟聰學校前身。
- 臺灣第一所幼稚園關帝廟幼稚園，已停辦。2013年9月29日市府於舊址立碑紀念[80]。
- 中華醫專與804總醫院簽訂全國首創軍民建教合作契約。[81]

## 體育
臺南市的體育設施以臺南市立體育場和臺南市立新營體育場為代表。臺南市立體育場因位於竹溪範圍，故配合在其附近規劃綜合型多功能體育公園，設有臺南市立棒球場、田徑場、棒球場、軟式網球場、硬式網球場、舉重館、桌球館、溜冰場、籃球場、自由車場、射箭場、游泳池、射擊場、橄欖球場、足球場、羽球場等多項運動設施。臺南市立新營體育場是一座開放式大型綜合運動園區，設有2座田徑場，另有室內體育館、羽球館、游泳池、籃球場、網球場、壘球場、槌球場、桌球室、國術室、柔道室、健身中心等場館設施。在其他區也設有蕭壠足球場、佳里區網球場、佳里區羽球館、白河運動公園、仁德運動公園、新化體育公園、善化體育公園、歸仁運動公園等。本市也設有一座國民運動中心永華國民運動中心，館內設有游泳池、體適能中心、桌球室、撞球室、綜合球場、羽球場及射擊場供市民付費使用。台灣馬樂活山莊 （页面存档备份，存于）有馬術教學，競技馬術選手招訓，戶外馬術騎乘服務等。
未來台南市將陸續籌建安南區全民運動館、新營區全民運動館和永康區全民運動館。
臺灣青少棒的傳統勁旅：較知名的學校球隊有南英商工、善化高中、台南海事、建興國中、善化國中、善化國小、立人國小、協進國小、崇學國小、公園國小等。六信高中為橄欖球培訓名校主要成員，代表隊曾在臺灣區運動會上連續16年（1976-1991）奪冠、新榮高中為高中男子籃球名校、北門高中為臺灣高中足球勁旅。亞太棒球場興建完成後，除供U-12世界盃棒球賽舉行外，2025年起統一7-ELEVEn獅隊要認養亞太棒球場為新的一軍主場，則目前認養的臺南市立棒球場則改為春訓以及二軍主場。並將邀請國內各級棒球隊伍及亞太地區的棒球隊作為移地訓練場地。
臺南市曾於2007年舉辦全國運動會。臺南縣市合計有41面金牌，名列全國第3名，僅次於高雄縣市62面金牌和臺北縣（今新北市）54面金牌；獎牌榜總數也是全國第3名，有190面獎牌，僅次於高雄縣市339面獎牌和臺北縣281面獎牌。
- 臺南市政府於2012年至2014年協辦國際自由車環台公路大賽並開設公路長途賽型態之單站。
- 臺南市府取得2015年至2027年（第3屆至第9屆）連續7屆U-12世界盃棒球賽承辦權，於亞太棒球場舉辦賽事[86]；由於該場地2019年才建成啟用，故此前之賽事安排在臺南市立棒球場、善化棒球場、歸仁棒球場進行。
- 臺南市府取得2019年（第4屆）亞洲大學足球錦標賽（Asian University Football Federation，AUFF）主辦權，並於9月18至26日在臺南市立田徑場、臺南市立足球場舉辦[87]。

臺南市球隊
| 隊名                 | 項目 | 聯盟                 | 主場               | 其他 |
| -------------------- | ---- | -------------------- | ------------------ | ---- |
| 統一7-ELEVEn獅       | 棒球 | 中華職業棒球大聯盟   | 臺南市立棒球場     |      |
| 臺南市成棒隊         | 棒球 | 臺灣社會甲組棒球     | 臺南市立小北棒球場 |      |
| 臺南台鋼獵鷹         | 籃球 | P. LEAGUE+           | 國立成功大學中正堂 |      |
| 台南市台灣鋼鐵足球隊 | 足球 | 台灣企業甲級足球聯賽 | 臺南市立足球場     |      |

臺南市學校隊伍
| 球隊               | 項目 | 聯盟                     | 主場 |
| ------------------ | ---- | ------------------------ | ---- |
| 臺南大學棒球隊     | 棒球 | 中華民國學生棒球運動聯盟 |      |
| 成功大學棒球隊     | 棒球 | 中華民國學生棒球運動聯盟 |      |
| 嘉南藥理大學棒球隊 | 棒球 | 中華民國學生棒球運動聯盟 |      |
| 遠東科技大學棒球隊 | 棒球 | 中華民國學生棒球運動聯盟 |      |
| 善化高中棒球隊     | 棒球 | 中華民國學生棒球運動聯盟 |      |
| 南英商工青棒隊     | 棒球 | 中華民國學生棒球運動聯盟 |      |

臺南市電競隊伍
| 球隊     | 項目     | 聯盟             | 主場       |
| -------- | -------- | ---------------- | ---------- |
| 台南鳳凰 | 電子競技 | 台灣電子競技聯盟 | 友樂生活網 |

## 醫療
臺南的醫療院所可溯自1865年，由英格蘭長老教會馬雅各醫師開設的看西街醫館（今新樓醫院前身），是臺灣醫療史上最早出現的西式醫院。日治時期1896年則有公營的臺南病院（今衛生福利部臺南醫院）設立。
二次大戰後，原日軍台南衛戌病院建築被中華民國國軍接收，成立陸軍訓練司令部軍醫院。隨後醫院曾數次更名，1955年改編為陸軍第四總醫院，1960年改稱陸軍第八0四總醫院，當時有500張病床，為台南市主要大型醫院，經常派遺醫護至偏遠鄉區義診，捐助貧民。至1987年遷移至桃園縣（今桃園市）改稱國軍桃園總醫院以前一直服務台南市軍民。
今日根據衛生福利部97至100年度依其規模、功能、服務範圍及醫療品質所做的評鑑分為三個等級，臺南市的特優醫院有3所、優等醫院有7所、合格醫院有19所。其中奇美醫院為臺南市最具經營績效、規模最大之醫療體系，被衛生福利部評鑑為「醫學中心」，並設有柳營奇美醫院、佳里奇美醫院等附屬機構。國立成功大學醫學院附設之成大醫院是臺南市最早被衛生福利部評鑑為「醫學中心」的醫院，為臺灣的醫療重鎮。市內設有三家衛生福利部立醫院：臺南醫院、新營醫院、胸腔病院。

## 交通

### 港埠
歷史上臺南市有多處港口，安平港曾為第1大港，但因陸化多已失去航運功運。目前唯一的商港是位於南區的安平新港（1970年代完工），取代安平區安平舊港（今安平漁港）的地位，1997年由國內商港升格為國際商港，現為高雄港之輔助港。由於安平商港、漁港所在地點不同，兩者間雖有航道相通，但仍有混淆，因此2012年交通部開始評估安平商港更名「臺南港」的可能性。安平商港主航道設計水深為負12公尺、航道寬度為180公尺，迴船池水深負12公尺、直徑500公尺，碼頭設計為水深負5公尺至負12公尺，碼頭長度為79公尺至260公尺。
安平商港碼頭規劃如下：1、2、5-7、9、11-14、25、26號碼頭為散雜貨碼頭，28-31號碼頭為大宗貨物碼頭，22、23號碼頭為化學品碼頭，10號碼頭為多功能碼頭，3、4號碼頭為客運碼頭，8、27號碼頭為港勤碼頭，安平商港現有客運航線至澎湖東吉嶼（每週二班）。
1990年間起有客輪往返於馬公港，目前停航中。另預定開航往來中國福建省厦门市之客運航線，目前已有貨輪行駛。
另外有安平、蚵寮、北門、馬沙溝、將軍、青山、下山、四草等8處漁港；昔日臺南運河亦有汽船往來安平及市區，在公路發達後已停駛，但有觀光復駛之議；另外在安平漁港、四草、曾文水庫、虎頭埤、烏山頭水庫等地有觀光化竹筏或遊艇營業。

### 航空

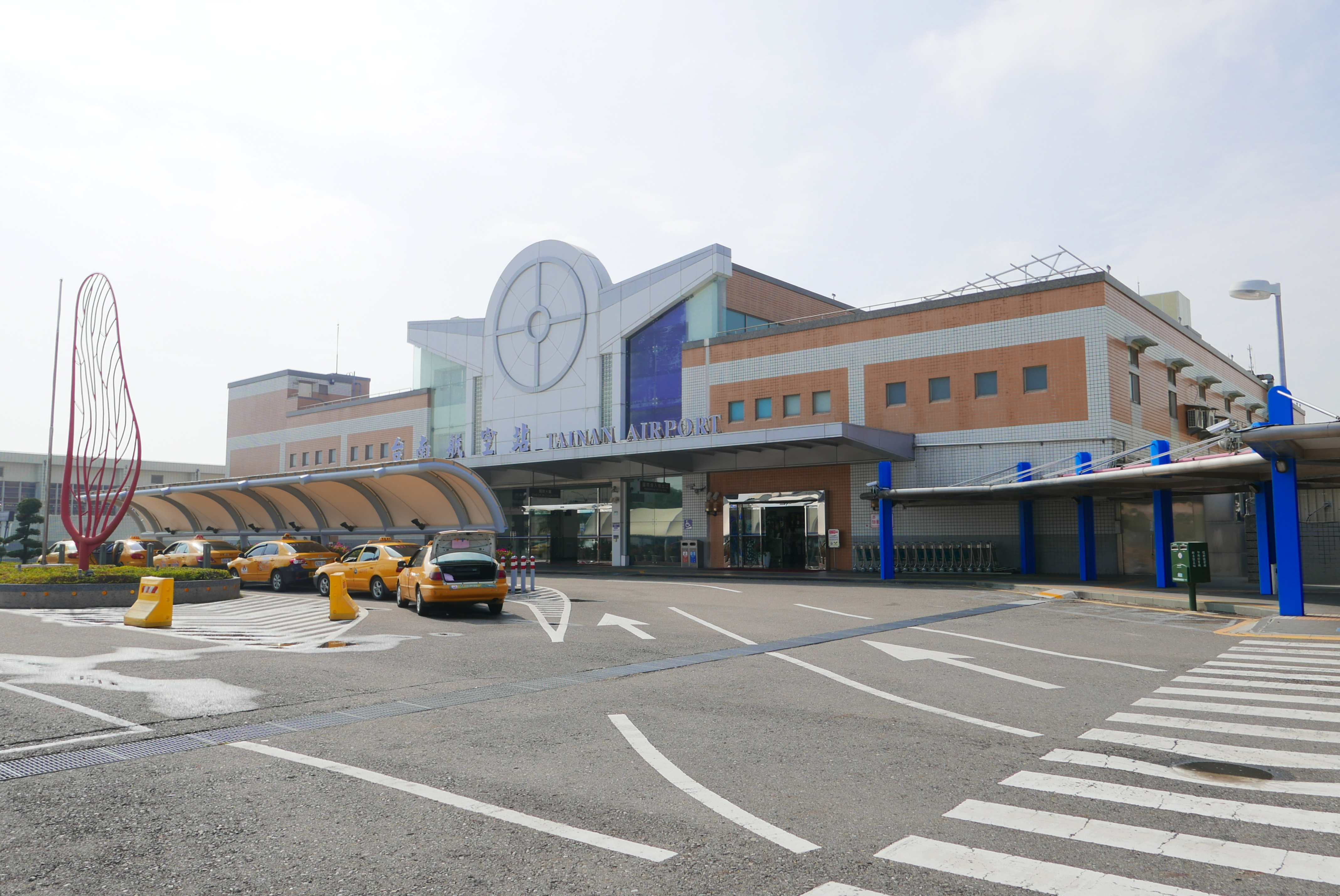
位於市區南方的臺南機場

臺南機場2011年起由交通部審核通過升格為雲嘉南地區第1座國際機場，目前提供的國內外航線包含：越南胡志明市每週3班、澎湖每日3班、金門每日3班。
臺南機場屬民（交通部民用航空局臺南航空站）、軍（國防部空軍司令部空軍第一戰術戰鬥機聯隊）共用的機場，共有兩條長3,050公尺的機場跑道，目前尚未設有空橋，旅客需由航站搭乘機場接駁車至機坪後登機。
臺南市另有一歸仁機場，但為國防部陸軍司令部的陸軍航空特戰指揮部軍用機場，不對外開放。

### 引用
1. 1 2 3  . 臺南市政府民政局.   [2024-09-13]. （原始内容存档于2021-05-14） （中文（臺灣））.
2. ↑  .   [2012-02-11]. （原始内容存档于2010-07-24）.
3. ↑  黃博文. . 維基文庫.   [2021-02-01]. （原始内容存档于2021-05-09）.
4. ↑  孔憲法，國立成功大學都市計劃學系，《台南市的地理與生態特質》 的存檔，存档日期2009-04-16.
5. ↑  臺南市政府，《臺南市志 〈卷一〉 〈土地誌篇〉》
6. ↑  臺南運河開河八十年[永久]
7. ↑  http://gisapsrv01.cpami.gov.tw/CPIS/cprpts/tainan_county/depart/tab-img/enviornm/table/prjformt-2.htm 的存檔，存档日期2004-07-15.，臺南縣綜合發展計畫，臺南縣政府
8. ↑  http://gisapsrv01.cpami.gov.tw/cpis/cprpts/tainan_county/process/ch-9.htm 的存檔，存档日期2008-10-25.，臺南縣綜合發展計畫，臺南縣政府
9. ↑  . 中央氣象局.   [2012-12-21]. （原始内容存档于2013-05-10）.
10. ↑  參考臺南市政府網站，見 .   [2009-07-25]. （原始内容存档于2009-07-08）.
11. ↑  1961-1990年資料，見 台灣地區有關太陽能日照量之環境時空因素研究探討 （页面存档备份，存于），環境教育學刊第六期，徐天祐、曾鴻陽
12. ↑  中央氣象局1981-2010平均日照 （页面存档备份，存于）
13. ↑  ,   [2023-01-06], （原始内容存档于2022-12-09）
14. ↑  台灣曬鹽339年 最後一瞥 走入歷史 （页面存档备份，存于），大紀元
15. ↑  砸600億 外資擬設太陽能電廠 （页面存档备份，存于），經濟日報
16. ↑  南市31年來最冷的元旦 清晨最低溫8.3度 （页面存档备份，存于），大紀元日報，2005/1/1
17. ↑  .   [2020-09-17]. （原始内容存档于2019-05-02）.
18. ↑  《零下3度 台南白河大凍山下冰霰》，2016年1月24日，聯合報；備份
19. ↑  臺灣五十年來統計氣象概況 的存檔，存档日期2013-10-11.，香港電台，2013年8月8日（繁體中文）
20. 1 2  《臺南市市區史蹟調查報告書》，1979年，臺灣省文獻委員會
21. ↑  《日治時代臺南都市計畫道路網結構之分析》，日治時期臺灣近代都市計畫之研究論文集(2)，黃武達，臺灣都市史研究室
22. ↑  正在辦理自辦市地重劃 的存檔，存档日期2012-04-15.，臺南市政府
23. ↑  洪瑞琴. . 自由時報. 2007-10-28  [2024-02-26].（中文）
24. ↑  . Council on Tall Buildings and Urban Habitat.   [2024-02-26].（英文）
25. ↑  《臺灣在籍漢民族鄉貫別調查》，1926，臺灣總督府官房調查課
26. ↑  Taiwan Sotoku Kanbo Chosaka.  [Investigation of the regions of origin of Han people in Taiwan]. Taihoku-shi (Taipei): Taiwan Sotoku Kanbo Chosaka. 1928.
27. ↑  洪惟仁，《閩南語概論：臺灣閩南語源流與演變》
28. ↑  洪惟仁. 《台灣語言方言分區圖》
29. ↑  陳淑娟.  (PDF). 《語言暨語言學》. 2010, 11 (2): 425–468.
30. ↑  陳筱琪. . . 臺北市: 五南圖書. 2016-09. ISBN 9789571187501.
31. ↑  〈台南市安平區閩南話調查與研究〉，頁16、17、155，2009，張屏生、陳佾芬
32. ↑  .   [2019-09-22]. （原始内容存档于2020-02-16）.
33. ↑  . ETtoday. 2014-06-07  [2022-07-17]. （原始内容存档于2022-07-17） （中文（臺灣））.
34. ↑  「臺南縣市合併改制作業小組」[永久]，臺南市政府
35. ↑  府城都心之旅 （页面存档备份，存于），公共電視
36. ↑  府城風光　臺南古蹟巡禮 （页面存档备份，存于），發現臺灣
37. ↑  《臺南縣派系興起與政黨政治的確立》，陳延輝、蕭晉源，2005年，秀威資訊出版社。
38. 1 2  劉寧顏 1993.
39. ↑  《臺南市方派系與權力結構》 （页面存档备份，存于），王建民，2003年。
40. ↑  . 臺灣高等法院臺南分院.   [2022-08-21]. （原始内容存档于2022-08-21） （中文（臺灣））.
41. ↑  姊妹市暨友誼市列表 （页面存档备份，存于）台南市政府
42. ↑  南市、亞利桑那州 簽交流協定 （页面存档备份，存于）中時電子報，2013年11月13日
43. ↑  比、荷、印、瑞五國城市與臺南簽署智慧城市合作備忘錄 （页面存档备份，存于）台南市政府，2011年12月16日
44. ↑  
臺南400首座締盟城市 韓國千年古都-慶州市來台簽署交流協定 （页面存档备份，存于）臺南市政府，2024年2月23日
45. ↑  跨國友情戰勝疫情 黃偉哲代表台南市與京都市跨海簽署交流協定 （页面存档备份，存于）臺南市政府，2021年7月1日
46. ↑  疫情後台南締結第一個日本友誼市 黃偉哲為台日情誼加溫 （页面存档备份，存于）臺南市政府，2023年4月7日
47. ↑  台南與鄭成功出生地日本長崎縣平戶市締盟 台南400逢鄭成功誕生400更具意義 （页面存档备份，存于）臺南市政府，2024年4月29日
48. ↑  臺南市政府. . 臺南市政府新聞及國際關係處國際關係科. 2024-05-06  [2024-12-03]. （原始内容存档于2024-12-03）.
49. ↑  臺南市政府. . 臺南市政府新聞及國際關係處國際關係科. 2024-08-28  [2024-08-29]. （原始内容存档于2024-08-29）.
50. ↑  臺南市政府. . 臺南市政府新聞及國際關係處國際關係科. 2024-11-22  [2024-12-03]. （原始内容存档于2024-12-03）.
51. ↑  臺南市政府. . 臺南市政府新聞及國際關係處國際關係科. 2025-02-13  [2025-02-15]. （原始内容存档于2025-02-15）.
52. ↑  黃偉哲赴立陶宛約納瓦市締盟 台立友好再添新里程碑 （页面存档备份，存于）臺南市政府，2024年4月02日
53. ↑  臺南市政府. . 臺南市政府新聞及國際關係處國際關係科. 2025-02-13  [2025-06-18]. （原始内容存档于2025-06-18）.
54. ↑  我國為正式會員(Full Member)之政府間國際組織列表 的存檔，存档日期2013-03-25.中華民國外交部，2013年02月27日查閱
55. ↑  [news.tvbs.com.tw/entry/433865 WHO國際健康城市南市核准入列]，TVBS，2005年07月26日
56. ↑  推動國際觀光行銷 臺南市正式成為TPO 會員城市[永久]，臺南市政府，2012年04月27日
57. ↑  南市入列 的存檔，存档日期2012-07-29.，自由時報，2012年07月26日
58. ↑  .   [2011-02-18]. （原始内容存档于2011-02-07）.
59. ↑  全球卓越建設獎（FIABCI Prix d'Excellence Awards）官方網站 （页面存档备份，存于）、世界不動產聯合會(FIABCI)官方網站 （页面存档备份，存于）
60. ↑  .   [2013-11-26]. （原始内容存档于2014-01-15）.
61. ↑  .   [2013-11-26]. （原始内容存档于2013-12-02）.
62. ↑  .   [2018-04-19]. （原始内容存档于2018-04-20）.
63. ↑  .   [2019-01-22]. （原始内容存档于2019-01-22）.
64. ↑  .   [2020-09-09]. （原始内容存档于2020-09-11）.
65. 1 2  臺南縣（市）合併改制計畫 （页面存档备份，存于），行政院公報第015卷第170期
66. ↑  .   [2018-04-19]. （原始内容存档于2018-04-20）.
67. ↑  .   [2020-08-25]. （原始内容存档于2020-09-02） （英语）.
68. ↑  . GaWC - Research Network. Globalization and World Cities.   [2022-05-24]. （原始内容存档于2022-05-24）.（英文）
69. ↑  台南縣總體發展計畫 的存檔，存档日期2010-04-02.，台南縣政府
70. ↑  2013台灣國際蘭展圓滿落幕 外銷訂單再創新高 （页面存档备份，存于），台南市政府
71. ↑  .   [2025-01-03]. （原始内容存档于2025-01-03） （中文）.
72. ↑  .   [2018-10-13]. （原始内容存档于2018-10-19）.
73. ↑  臺灣文學館出版《2007 臺灣文學年鑑》的「文學活動基金會」名錄。
74. ↑  臺灣文學館出版《2007 臺灣文學年鑑》的「文學團體」名錄。
75. ↑  臺南市議會第一屆第五次定期大會施政總報告，臺南市政府，2013年。
76. ↑  台北市3.8萬人分得一所，台中市7萬，高雄市8.1萬，新北市9.1萬，數據來源中華民國普通型高級中等學校列表+技術型高級中等學校
77. ↑  .   [2024-05-01]. （原始内容存档于2024-05-02）.
78. ↑  .   [2024-05-01]. （原始内容存档于2024-05-01）.
79. ↑  「全臺首學-金石獻慶」全臺第一所共立幼稚園揭碑儀式 （页面存档备份，存于），臺南市政府
80. ↑  ,   [2022-07-23], （原始内容存档于2021-06-14） （中文（中国大陆））
81. ↑  . travel.yahoo.com.tw.   [2022-07-23]. （原始内容存档于2022-07-26） （中文（臺灣））.
82. ↑  . 自由時報. 2022-01-05  [2022-08-21]. （原始内容存档于2022-09-18） （中文（臺灣））.
83. ↑  . ETtoday新聞雲. 2016-04-28  [2018-03-13]. （原始内容存档于2018-03-13） （中文（臺灣））.
84. ↑  . 自由時報. 2018-02-06  [2018-03-13]. （原始内容存档于2018-03-13） （中文（臺灣））.
85. ↑  世界少棒賽 南市獲3屆承辦權 的存檔，存档日期2016-03-04.中央社，2013年08月28日
86. ↑  . PChome新聞. 2019-09-17  [2019-10-06]. （原始内容存档于2019-10-06） （中文（臺灣））.
87. ↑  台視影音文化資產. . 1972-12-19  [2021-07-01]. （原始内容存档于2022-04-03）.
88. ↑  台南市議會. . 台南市: 台南市議會. 1979-03-06 ~ 1979-03-16: 631–633  [2021-06-29]. （原始内容存档于2021-06-29）.
89. ↑  安平港改台南港？ 交通部評估中 （页面存档备份，存于），自由電子報
90. ↑  安平至馬公 5月重開客輪 的存檔，存档日期2013-04-03.，自由時報，2013年3月31日
91. ↑  台南—廈門定期航班6月啟動 （页面存档备份，存于），中央社，2011年1月28日

## 外部連結
- 臺南市政府 （页面存档备份，存于）（繁體中文）（英文）（日語）
- 臺南TODAY的Facebook專頁
- 我在台南的Facebook專頁
- 臺南市議會 （页面存档备份，存于）（繁體中文）
- 台江國家公園（繁體中文）（英文）
- 西拉雅國家風景區 （页面存档备份，存于）（繁體中文）（英文）（日語）
- 維客旅行上的臺南市 （页面存档备份，存于）（中文）
- OpenStreetMap上有關臺南市的地理